# 馬圖爾·梅克
馬圖爾·馬里亞·梅克（英語：Matur Marial Maker，1998年1月1日—）為澳大利亚男子籃球運動員，出生於苏丹（今為南蘇丹），因蘇丹內戰輾轉到烏干達，以難民身分來到澳大利亚珀斯，踏上籃球路以後搬到悉尼，並與哥哥索恩·梅克到美國發展，前往加拿大讀書以前在弗吉尼亚州打球。
2024年2月27日，P. LEAGUE+臺北富邦勇士宣布簽下梅克。3月3日，首秀梅克繳出9分、12籃板的表現。3月15日，臺北富邦勇士宣布因考量團隊陣型釋出梅克。

## 外部連結
- 馬圖爾·梅克在fiba.basketball（英语）
- 馬圖爾·梅克在P. LEAGUE+
- 馬圖爾·梅克在Basketball-Reference.com（NBA）（英语）
- 馬圖爾·梅克在Basketball-Reference.com（NBA G聯盟）（英语）
- 馬圖爾·梅克在Basketball-Reference.com（國際）（英语）
- 馬圖爾·梅克在Eurobasket.com（球員）（英语）
- 馬圖爾·梅克在RealGM（英语）
- 馬圖爾·梅克在Proballers（英语）
- 馬圖爾·梅克在Flashscore（英语）